# تیوکربانیلید
تیوکربانیلید (به انگلیسی: Thiocarbanilide) با فرمول شیمیایی C۱۳H۱۲N۲S یک ترکیب شیمیایی با شناسه پاب‌کم ۷۰۰۹۹۹ است. که جرم مولی آن ۲۲۸٫۳۱۲ g/mol می‌باشد. شکل ظاهری این ترکیب، پودر سفید است.